# NGC 7064
NGC 7064 é uma galáxia espiral barrada (SBc) localizada na direcção da constelação de Indus. Possui uma declinação de -52° 46' 02" e uma ascensão recta de 21 horas, 29 minutos e 03,2 segundos.
A galáxia NGC 7064 foi descoberta em 8 de Julho de 1834 por John Herschel.